# Canton de Longny-au-Perche
Le canton de Longny-au-Perche est une ancienne division administrative française située dans le département de l'Orne et la région Basse-Normandie.

## Géographie
Ce canton était organisé autour de Longny-au-Perche dans l'arrondissement de Mortagne-au-Perche. Son altitude variait de 136 m (Saint-Victor-de-Réno) à 286 m (La Lande-sur-Eure) pour une altitude moyenne de 202 m.

## Représentation

### Conseillers d'arrondissement (de 1833 à 1940)
| Période                                  | Période          | Identité                             | Étiquette   | Qualité |
| ---------------------------------------- | ---------------- | ------------------------------------ | ----------- | --- |
| 1833                                     | 1839             | Jacques Bresdin (1788-1843)          |             | Ancien notaire, Longny                                                                                      |
| 1839                                     | 1840             | Louis Servy                          |             | Entrepreneur, maire de Longny                                                                               |
| 1840                                     | 1843 (décès)     | Jacques Bresdin                      |             | Ancien notaire à Longny                                                                                     |
| 1843                                     | 1848             | M. Bruneau                           |             | Maire de Saint-Victor-de-Réno                                                                               |
|                                          |                  |                                      |             | |
| 1852                                     |                  | François Fortuné Bresdin (1813-1900) |             | Notaire, propriétaire à Longny                                                                              |
|                                          |                  |                                      |             | |
|                                          | 1900 (démission) | Éloi-François Montulet               | Républicain | propriétaire à Longny                                                                                       |
| 1900                                     | 1926             | Jules Charpentier                    | Droite      | Négociant, adjoint au maire de Longny                                                                       |
| 28 fév. 1926                             | 1940             | Léon Baillon                         | RG-Rad.     | Entrepreneur à Longny-au-Perche                                                                             |
| 1940                                     |                  |                                      |             | Les conseils d'arrondissement ont été suspendus par la loi du 12 octobre 1940 et n'ont jamais été réactivés |
| Les données manquantes sont à compléter. |                  |                                      |             | |

### Conseillers généraux de 1833 à 2015
- De 1833 à 1848, les cantons de Longny et de Tourouvre avaient le même conseiller général. Le nombre de conseillers généraux était limité à 30 par département[2].

| Période | Période          | Identité                               | Étiquette                                   | Qualité |
| ------- | ---------------- | -------------------------------------- | ------------------------------------------- | --- |
| 1833    | 1840 (démission) | Toussaint-Pierre-Louis-Samuel Castaing |                                             | Maître particulier des Eaux et Forêts à Alençon, maire de Marchainville, ancien membre de la Convention, ancien membre du Conseil des Cinq-Cents      |
| 1840    | 1848             | Louis Servy                            |                                             | Entrepreneur, maire de Longny, conseiller d'arrondissement                                                                                            |
| 1848    | 1853 (décès)     | François-Charles de Chaucheprat        |                                             | Ancien officier de marine, secrétaire général du ministère de la Marine, agriculteur, maire du Mage                                                   |
| 1853    | 1873 (décès)     | Antoine Henri Pinneau Baron de Viennay |                                             | Propriétaire, maire de Moulicent |
| 1873    | 1900 (décès)     | François Fortuné Bresdin               | Conservateur                                | Ancien notaire, maire de Longny (1890-1900) |
| 1900    | 1911 (décès)     | Éloi-François Montulet                 | Républicain                                 | Propriétaire à Longny, conseiller d'arrondissement |
| 1911    | 1926             | Adalbert Henri Marie Boulay            | Act.lib.                                    | Médecin de la protection du premier âge à Longny |
| 1926    | 1931             | Jules Charpentier                      | Droite                                      | Négociant, adjoint au maire de Longny-au-Perche, conseiller d'arrondissement                                                                          |
| 1931    | 1940             | Léon Baillon (1886-1955)               | RG-Rad.                                     | Entrepreneur à Longny-au-Perche, conseiller d'arrondissement                                                                                          |
|         |                  |                                        |                                             | |
| 1945    | 1949             | Joseph Éon (1898-1980)                 | Mouvement unifié de la Résistance française | Propriétaire, maire de Malétable |
| 1949    | 1961             | Émile Gilbon (1890-1971)               | DVD puis centriste                          | Agriculteur à Longny-au-Perche |
| 1961    | 1979             | André Mandonnet (1908-1998)            | DVD                                         | Propriétaire, maire du Pas-Saint-l'Homer |
| 1979    | 1989 (décès)     | Michel Bruguière (1938-1989)           | RPR                                         | Directeur d'études, maire du Mage (1983-1989) |
| 1989    | 2015             | Jackie Legault                         | DVD                                         | Fonctionnaire aux Ponts et Chaussées, ancien adjoint au maire de Condeau, maire de Longny-au-Perche de 1988 à 2008, vice-président du conseil général |

Le canton participe à l'élection du député de la deuxième circonscription de l'Orne.

## Composition

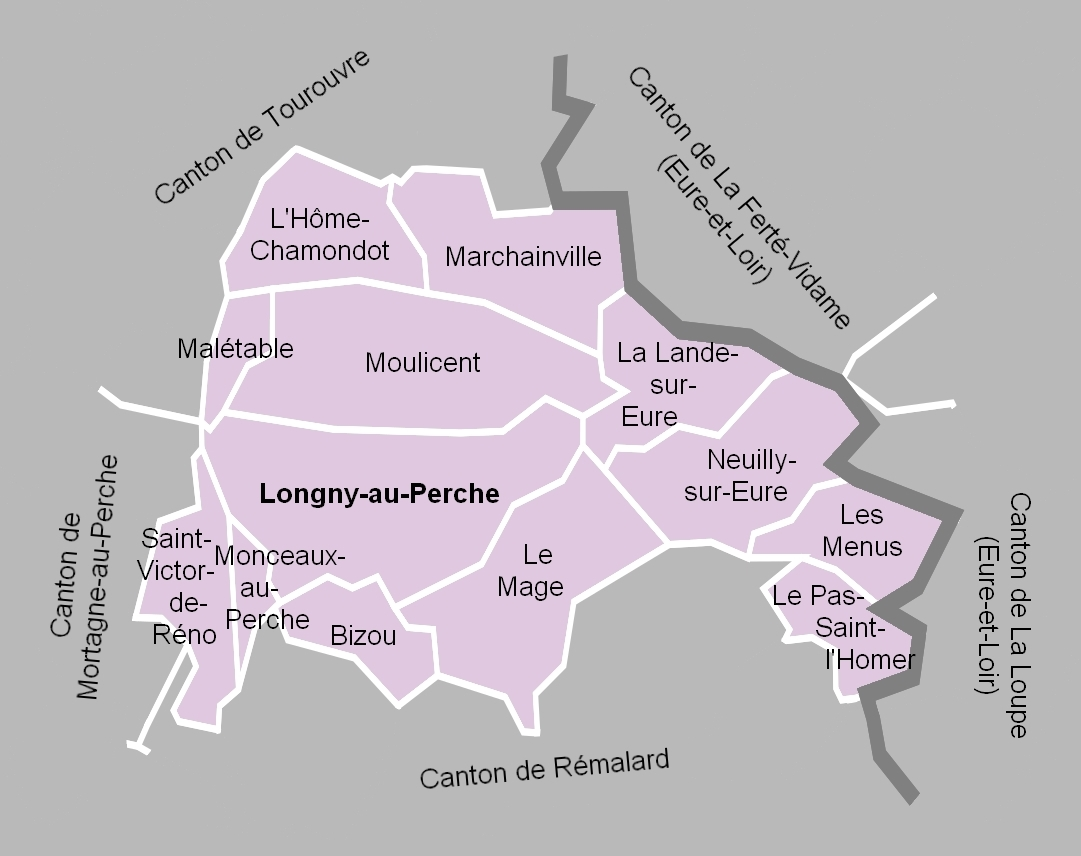
La carte des communes du canton. Les cantons limitrophes étaient ceux de Tourouvre, de La Ferté-Vidame, de La Loupe, de Rémalard et de Mortagne-au-Perche.

Le canton de Longny-au-Perche comptait 4 102 habitants en 2012 (population municipale) et regroupait treize communes :
- Bizou ;
- L'Hôme-Chamondot ;
- La Lande-sur-Eure ;
- Longny-au-Perche ;
- Le Mage ;
- Malétable ;
- Marchainville ;
- Les Menus ;
- Monceaux-au-Perche ;
- Moulicent ;
- Neuilly-sur-Eure ;
- Le Pas-Saint-l'Homer ;
- Saint-Victor-de-Réno.

À la suite du redécoupage des cantons pour 2015, toutes les communes sont rattachées au canton de Tourouvre.

### Anciennes communes
Les anciennes communes suivantes étaient incluses, entièrement ou partiellement, dans le canton de Longny-au-Perche :
- Brotz (entièrement), absorbée en 1812 par L'Hôme-Chamondot.
- Saint-Jean-des-Meurgers (partiellement), partagée en 1846 entre Meaucé (Eure-et-Loir) et Le Pas-Saint-l'Homer. L'ancien bourg, que l'on écrit aujourd'hui Saint-Jean-des-Murgers, est situé sur Meaucé.

## Démographie
| 1962  | 1968  | 1975  | 1982  | 1990  | 1999  | 2006  | 2011  | 2012  |
| ----- | ----- | ----- | ----- | ----- | ----- | ----- | ----- | ----- |
| 4 553 | 4 354 | 4 047 | 4 008 | 3 827 | 3 961 | 4 105 | 4 098 | 4 102 |